# Schistostege praeclara
Schistostege praeclara är en fjärilsart som beskrevs av Otto Staudinger 1912. Schistostege praeclara ingår i släktet Schistostege och familjen mätare. Inga underarter finns listade.